# خوان باریناگا (بازیکن فوتبال، زاده اکتبر ۲۰۰۰)
خوان باریناگا (انگلیسی: Juan Barinaga؛ زادهٔ ۱۰ اکتبر ۲۰۰۰) بازیکن فوتبال اهل آرژانتین است.